# Rage 128

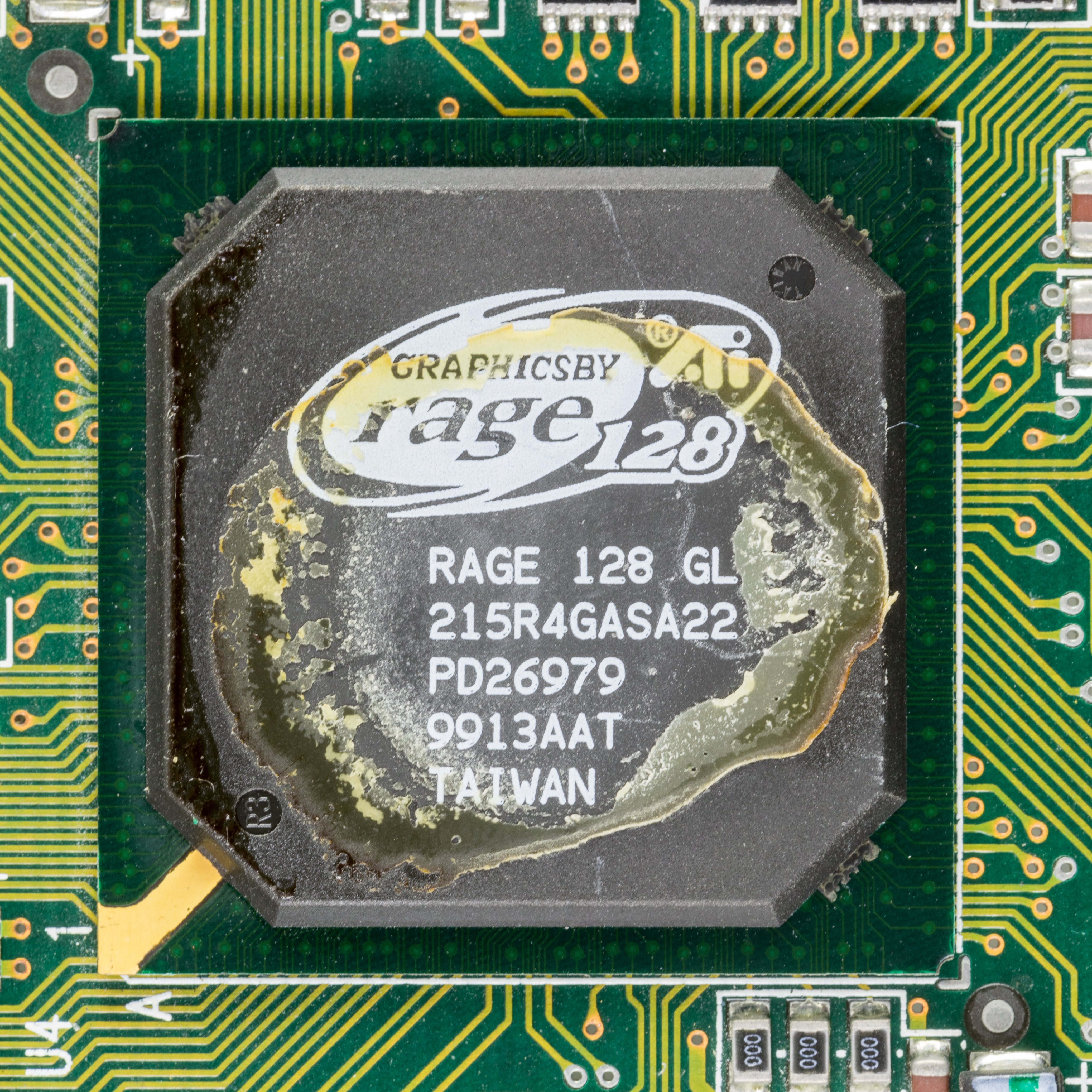
Rage 128 GL

Rage 128顯示卡由ATI推出，在1999年发布，是針對Voodoo II而推出。该顯示核心的扩展型号非常多。性能上，Rage 128并不顶尖，但各方面的性能都非常平均，尤其是比較出色的DVD播放。隨後更推出支持VIVO和ALL-IN-WONDER版本。
Rage 128支援AGP 4X，硬體MPEG-2加速，各向异性过滤。顯核架構是128bit。作為第三代顯示卡，Rage 128的性能比RIVA TNT和Voodoo 2高。Rage 128核心是专为32bit渲染而设计的，當對比16bit渲染時，它的32bit渲染的性能损失不到5%。而其他顯示卡方面，例如nVidia TNT和Matrox G200都會有不同程度的20%～50%的性能下降。它的强項是其2D和3D的性能。Rage 128也完善地支援OpenGL ICD，亦获得了SGI的认证。
但由於推迟了上市，當正式上市時，對手已變成性能强大的Voodoo Ⅲ、RIVA TNT2和G400。

## 形号列表
- Rage 128 VR - 低端型号
- Rage 128 GL - 高端型号

## Rage 128 Pro
Rage 128 Pro在1999年4月发布，是針對RIVA TNT2而推出。對比Rage 128，它支持非线性过滤，各向异性过滤，纹理压缩。其各项异性过滤性能比三线性过滤還好。Rage 128 Pro亦升级了三角生成引擎，三角形率是每秒800万个。以上改善令Rage 128 Pro的3D性能比Rage 128高了50%。
它支持LCD显示器，設有DVI输出。亦繼承了Rage 128的優良的2D和視頻質素。

## Rage Fury MAXX
為了提高顯示卡性能，对抗GeForce256,ATI推出了Rage Fury MAXX，亦稱為曙光女神計劃，將兩顆 
Rage 128 Pro顯核集成在同一塊PCB板上，类似Voodoo II的SLI。它擁有64MB顯存，每个顯核使用32MB 
。它的像素填充率是500 Mpixel/sec。它支援最高AGP 4X。但由於性能不佳，價格高昂，這計劃並不成功 
。

## All-in-Wonder 128
All-in-Wonder 128於1999年8月发布，它是建于Rage 128核心，是一張多媒体显卡。它的繪圖技術与Rage 128相同，支援16或32MB显存。它内置MPEG-2解码器，能向个人电腦或电視播放DVD。它內建了电視調諧器，能播放电視訊号。亦支援即時视频压缩，令儲存影像檔案大小大幅降低。它可以截屏所有影像，包括输入，动態视频和静止图像。